# 第二大川橋梁 (会津線)
第二大川橋梁（だいにおおかわきょうりょう）は、福島県南会津郡下郷町の阿賀川（大川）に架かっていた日本国有鉄道（国鉄）会津線（現・会津鉄道会津線）の鉄道橋（廃橋）である。

## 概要
国鉄会津線（現・会津鉄道会津線）の上三寄駅（現芦ノ牧温泉駅） - 湯野上駅（現湯野上温泉駅）間の延伸工事に伴って1932年（昭和7年）に完成した。桑原駅（現芦ノ牧温泉南駅） - 湯野上駅間の阿賀川（大川）に架かる全長62.4mの橋梁であった。この付近は、地元では「目覚ガ淵」と呼ばれている景勝地であり、高さ50m以上もあろう断崖に挟まれた淵である。
大川ダム建設による新線切り替えに伴って、1980年（昭和55年）に橋桁が撤去された。なお、トラス橋を受けていた橋台が残っているのが国道121号・118号から確認できる。

## 構造
単線上路式ワーレントラス1連 + 単線上路式プレートガーダー3連の形式であり、横河橋梁製作所（現横河ブリッジ）製であった。

## 周辺
- 国道121号
- 国道118号（国道121号と共用）
- 福島県道347号高陦田島線
- 鶴沼川
- 鶴沼川発電所
- 若郷湖

## その他
会津線旧線は、第三大川橋梁の桑原方で分岐してトンネル（封鎖されているが現存）を通過後、「目覚ガ淵」に架かる本橋梁を渡り、直ぐに第四小沼崎トンネル（封鎖されているが現存）に入っていた。
桑原駅（移転前） - 湯野上駅間は会津線で最も美しい景観であり、特に「目覚ガ淵」に架かる本橋梁は、鉄道ファンやカメラマンの有名撮影ポイントとなっていた。大川ダムの完成により難所を迂回するトンネルが出来たため、現在の会津鉄道会津線では見ることができない風景となっている。また、当橋梁跡の東側では国道118号小沼崎バイパス下郷大橋が阿賀川（大川）を跨いでおり、現国道側からの景観も著しく変化している。